# Agkistrodon howardgloydi
Espèce
Synonymes
- Agkistrodon bilineatus howardgloydi Conant, 1984

Agkistrodon howardgloydi est une espèce de serpents de la famille des Viperidae. 

## Répartition
Cette espèce se rencontre dans le Sud du Honduras, dans l'Ouest du Nicaragua et dans le Nord-Ouest du Costa Rica.

## Étymologie
Cette espèce est nommée en l'honneur de Howard Kay Gloyd.

## Publication originale
- Conant, 1984 : A new subspecies of the pit viper Agkistrodon bilineatus (Reptilia: Viperidae) from Central America. Proceedings of the Biological Society of Washington, vol. 97, no 1, p. 135-141 (texte intégral).